# Generaal Alexander
Generaal Arthur Alexander is een stripfiguur, die als een belangrijk personage voorkomt in de stripreeks De Blauwbloezen van tekenaar Willy Lambil en scenarist Raoul Cauvin. Hij speelt een (fictieve) rol als generaal van het leger van de Noordelijke staten tijdens de Amerikaanse Burgeroorlog (1861-1865).

## Rol
De Generaal komt voor het eerst voor in het album Pakken Kozakken (nr. 12). Daarna verschijnt hij wel in elk album van de reeks. Hij wordt vaak omringd door een generale staf met o.a. Kolonel Horace en Kapitein Stilman. Hij is meestal de bedenker van een meesterlijke opdracht, waar doorgaans twee idioten of stommelingen voor nodig zijn om het uit te voeren, namelijk Blutch en Cornelius Chesterfield. Zo stuurt hij ze vaak achter de vijandelijke linies om belangrijke informatie te verzamelen (bijvoorbeeld in het album The David) of zich gedwongen gevangen te laten nemen door de Zuidelijke vijanden (bijvoorbeeld in het album De stromannen).
De Generaal is vaak heel driftig, boos en bijna in staat een inzinking te krijgen als de situatie dreigt te escaleren. Hij kan weleens onredelijke uitspraken doen tegen Blutch en Chesterfield (zoals dat als ze hun opdracht niet vervullen, opgeknoopt kunnen worden), maar hij kan ook erg vergevingsgezind zijn, als de twee vanuit de puree weer in het kamp zijn teruggekeerd. Hij kan grootmoedigheid erg waarderen en laat in sommige albums een sterke gehechtheid aan Blutch en Chesterfield zien. Een keer als Blutch dreigt te worden gefusilleerd neemt Generaal Alexander de schuld op zich en vergeeft hem zijn wandaad. Alexander lijkt een redelijke man, maar is vooral geïnteresseerd in zijn eigen militaire carrière, en is geenszins van plan om dat op te offeren voor speciale missies (bijvoorbeeld in het album Puppet blues).